# Cordia ambigua
Cordia ambigua là loài thực vật có hoa trong họ Mồ hôi. Loài này được Schltdl. & Cham. mô tả khoa học đầu tiên năm 1830.